# Megas Doux

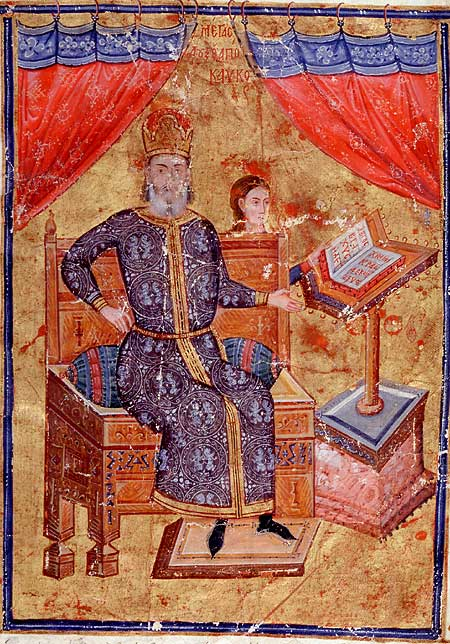
Der megas doux Alexios Apokaukos (1341–1345), in seiner Amtstracht.

Der Megas Doux (griechisch: μέγας δούξ) war eines der höchsten Ämter in der Hierarchie des Byzantinischen Reiches. Bei Wiedergabe des Titels in westeuropäischen Sprachen mit Lateinschrift werden für dieses Amt auch Formen wie Megaduke, Megaduque oder Megadux gebraucht. Das griechische Wort δούξ stammt vom lateinischen dux ab, das „Heerführer“, auch „Militärgouverneur“ bedeutet. Im mittelalterlichen, feudalen Westeuropa diente es dann als lateinische Wiedergabe für den Titel „Herzog“ und nahm im mittelalterlichen Latein und den romanischen Sprachen diese Bedeutung an, vgl. Duc (frz.), Duque (span.), Duke (engl.). Im byzantinischen Reich behielt das Wort aber seine ursprüngliche Bedeutung. Die deutsche Wiedergabe des Titels als Großherzog ist daher irreführend, denn mit dem in der Neuzeit aufkommenden Titel eines Großherzogs, der einen regierenden souveränen Monarchen bezeichnet, hat das Amt des Megas Doux nichts zu tun.

## Geschichte und Funktionen
Das Amt wurde kurz nach 1085 vom byzantinischen Kaiser Alexios I. Komnenos geschaffen, damals als "doux" der Flotte (griechisch: δούξ τοῦ στόλου). Dies geschah im Zuge der Reformierung der byzantinischen Flotte, wobei die Reste der Provinzflotten mit der zentralen Flotte in Konstantinopel vereint wurden. Etwa 1092 übergab Alexios dieses Amt an seinen Schwager Johannes Dukas und ergänzte den Titel mit einem megas. Johannes hatte nun die Aufgabe, die Ägäis und die Gebiete um die Inseln Kreta und Zypern für das Reich zu sichern. Dem Megas Doux wurde ebenfalls die Vollmacht über die Provinzen Zentralgriechenlands, den Peloponnes und Kreta erteilt, die ja hauptsächlich dazu bestimmt waren, die Flotte mit Schiffen, Besatzungen und sonstigen Bedürfnissen zu versorgen. In der Praxis aber wurden diese Gebiete weiterhin von lokalen Gouverneuren, Magnaten oder Bischöfen verwaltet, da der Megas Doux, als einer der wichtigsten Würdenträger des Kaiserreichs, oft mit Feldzügen oder anderen Missionen beauftragt war. Während des 12. Jahrhunderts lag das Amt fest in der Hand der Familie Kontostephanos. Eines der Familienmitglieder, Andronikos Kontostephanos, avancierte zu einem der bedeutendsten Träger dieses Titels. Er war für mehrere militärische Siege unter dem Basileus Manuel I. Komnenos mitverantwortlich.
Nach der Eroberung von Konstantinopel im Vierten Kreuzzug und der Errichtung des Lateinischen Kaiserreiches wurde der Titel im Nachfolgestaat des alten Byzantinischen Reiches, dem Kaiserreich Nikaia, zu einer Art Ehrentitel, den sich Michael VIII. Palaiologos, der Herrscher dieses Reiches, vorbehielt zu verleihen. Nachdem Konstantinopel 1261 wieder in byzantinischen Besitz überging, erhielt das Amt seine alten Funktionen und Aufgaben wieder. Auch Ausländer konnten das Amt erreichen, wie der von der Italienischen Halbinsel stammende Licario, der für Michael VIII. mehrere Inseln in der Ägäis eroberte, oder auch Roger de Flor, der Befehlshaber der Katalanischen Kompanie. Mitte des 14. Jahrhunderts wurde der Megas Doux mit weiteren Aufgaben betraut, die früher in der Obhut anderer Amtsträger lagen, und stieg somit zum ersten Minister des Reiches auf. Alexios Apokaukos wirkte in dieser Funktion für den Basileus Johannes V. Palaiologos während des großen Bürgerkriegs von 1341-1347 gegen Johannes VI. Kantakouzenos. Der letzte und vielleicht auch bekannteste Megas Doux war Loukas Notaras, der bis zum Fall Konstantinopels 1453 im Amt blieb.